# Paulo Fernando Soares de Oliveira
Paulo Fernando Soares de Oliveira (Tumiritinga, 3 de setembro de 1941 - Governador Valadares, 7 de outubro de 2018) foi um advogado e político brasileiro do estado de Minas Gerais.
Paulo Fernando foi deputado estadual de Minas Gerais por duas legislaturas consecutivas, na 11ª e 12ª legislaturas (1987-1995), pelo PL

.
Paulo Fernando foi prefeito de Governador Valadares, no mandato de 1993 a 1996.